# Associação Nacional Republicana (França)
A Associação Nacional Republicana (ANR) foi um movimento político francês de tendência republicana do final do século XIX e início do século XX, atuante durante a Terceira República Francesa.
Fundada em 1888 para combater o boulangismo, reuniu principalmente republicanos moderados e liberais, conhecidos como "oportunistas", cujo movimento abarcou da centro-esquerda à centro-direita do espectro político, antes de participar da criação da "Federação Republicana" em 1903.

## Histórico
Em 1887, diante do crescimento de um movimento boulangista apoiado por uma propaganda eleitoral agressiva e eficaz, os republicanos decidiram se organizar para defender o regime e se preparar para as eleições de 1889, extraindo lições das eleições legislativas de 1885 e capitalizando a celebração do centenário da Revolução Francesa. Essa perspectiva motivou o trabalho da "Associação Republicana do Centenário de 1789", bem como a formação de um "Comitê Nacional Republicano". Em fevereiro de 1888, essas duas associações se fundiram para formar a "Associação Nacional Republicana" (ANR).
Mais de doze anos antes da formação dos primeiros partidos políticos franceses, a missão da Associação Nacional Republicana era coordenar as atividades eleitorais dos republicanos governantes, centralizando informações dos distritos eleitorais, prestando assessoria jurídica aos comitês locais, arrecadando fundos de campanha, publicando panfletos e um boletim periódico, correspondendo-se com jornais departamentais, distribuindo caricaturas do general Georges Boulanger e organizando banquetes e conferências.
Eleito presidente da associação em março de 1888, Maurice Rouvier teve que renunciar um ano depois para se dedicar às suas responsabilidades ministeriais. Foi então substituído por Jules Ferry em abril, que ocupou o cargo até sua eleição como Presidente do Senado Francês, pouco antes de sua morte em março de 1893. Composta principalmente por republicanos oportunistas, a Associação Nacional Republicana se distinguia, assim, da outra grande associação antiboulangista, a "Sociedade pelos Direitos do Homem e do Cidadão", que se situava mais à esquerda por reunir principalmente radicais (como Georges Clemenceau), gambettistas de esquerda e socialistas ou independentes.

## Desenvolvimento
Nem a repressão ao boulangismo nem o fim das comemorações do centenário puseram fim às atividades da associação, que continuou a recrutar membros entre os representantes eleitos da maioria, bem como entre os industriais, os comerciantes, os altos servidores públicos e as elites científicas e culturais francesas - em 1894, contava com cerca de 10.000 membros e cerca de 1.200 comitês locais, exercendo considerável influência, a ponto de parte da classe política considerá-la "o verdadeiro governo":
Foi a associação que exigiu a rejeição do caso do Panamá, que realizou as eleições, que patrocinou as candidaturas oficiais, que nomeou os prefeitos e subprefeitos. Tudo irradiava dela.
Confiada por alguns meses a Eugène Spuller, que teve que renunciar para integrar o governo em dezembro de 1893, a presidência coube no mês seguinte ao deputado Honoré Audiffred. Concedido a Spuller, o título de presidente honorário foi conferido, após sua morte, a Pierre Waldeck-Rousseau. Oposta ao projeto radical do imposto sobre o rendimento e hostil aos socialistas, a associação incentivou a criação, em 1899, da “Liga dos Contribuintes”, da qual Audiffred se tornou vice-presidente.

## Dissolução
Durante o "Caso Dreyfus", a ANR moveu-se para a direita. Apesar de rejeitar as teorias antissemitas, gradualmente juntou-se ao campo antidreyfusista. Audiffred apoiou Jules Méline contra Émile Loubet nas eleições de 1899 e opôs-se ao governo de defesa republicano formado em junho. Durante essa cisão no campo "progressista" (adjetivo reivindicado pelos oportunistas na década de 1890), muitos membros deixaram a associação para se juntar aos progressistas dreyfusistas, que criaram o partido "Aliança Republicana Democrática (ARD)" em 1901.
Separados da ARD por sua oposição a um "Bloco de Esquerda" aberto aos socialistas, os progressistas de centro-direita também se distinguiram, pela antiguidade de seu republicanismo e por sua rejeição ao clericalismo, dos católicos unidos que fundaram a "Ação Liberal Popular (ALP)" em 1902. Decidiram, portanto, remediar sua dispersão criando, por sua vez, um grande partido político. Assim, em 18 de novembro de 1903, a Associação Nacional Republicana uniu-se à "União Liberal Republicana (ULR)", à "Aliança dos Republicanos Progressistas" e aos grupos parlamentares moderados para fundar a Federação Republicana. Embora aderindo a esse partido republicano de direita, a associação continuou suas atividades até as vésperas da Primeira Guerra Mundial.